# Bajit Haltéjávri
Bajit Haltéjávri och Vuolit Háltejávri, eller Haltijävrik är sjöar i Finland. De ligger i kommunen Utsjoki i landskapet Lappland, i den norra delen av landet, 1 100 km norr om huvudstaden Helsingfors. Bajit Haltéjávri ligger 301 meter över havet. Omgivningarna runt Bajit Haltéjávri är i huvudsak ett öppet busklandskap. Arean är 96,8 hektar och strandlinjen är 5,73 kilometer lång. Sjön  ingår i Tana älvs huvudavrinningsområde. 